# Sitthichai Pokai-udom
Sitthichai Pokai-udom (en tailandés: สิทธิชัย โภไคยอุดม) (10 de noviembre de 1948) fue ministro de Información y Comunicaciones en el gobierno interino de Tailandia en 2006 presidido por Surayud Chulanont.
Se formó en Australia, en la Universidad de Nueva Gales del Sur, donde se graduó en Ingeniería en 1972 y se doctoró en 1975. De 1976 a 1990 fue profesor en el King Mongkut's Institute of Technology Ladkrabang. Fundador de la Universidad de Tecnología de Mahanakorn en 1990, de la que fue Rector. De 1990 a 1998 fue profesor visitante en el Imperial College London de la Universidad de Londres.
Fue cesado como ministro en el otoño de 2007 al señalarlo la Comisión Anticorrupción como implicado en uno de los procedimientos abiertos por cobro de comisiones ilegales.